# Rajko Cibic
Rajko Cibic, slovenski častnik francoske legije, španski borec, * 1914, Sovodnje pri Gorici, Avstro-Ogrska, † oktober 2010, Mougins, Francija.
Nekdanji Kapetan francoske tujske legije Rajko Cibic je bil predsednik Društva francosko-slovenskega prijateljstva.

## Vojaška kariera
Angažiral se je v francosko legijo oktobra 1936, služil v Alžiriji, Maroku in Tuniziji do 1942 kot redov, kaporal in podoficir, imenovan aspirant in podporočnik 1943, izkrcal v južni Franciji z Prvo francosko armado pod komando marašala Jean de Lattre de Tassigny septembra 1944 in se boril v vrstah regimenta tujske legije od Toulona, preko Francije, južne Nemčije do Feldkirscha v Avstriji kjer je dočakal kapitulacijo nacistične vojske 8. maja 1945. Od leta 1946 pa do padca Dien Bien Phuja 1954 se je udeležil vojnim akcijam v Indokini, dve leti in pol akcijam v Alžiriji in stopil v pokoj kot kapetan maja 1957. Trikrat je bil ranjen in petkrat odlikovan z vojnim križem.

## Odlikovanja in priznanja
- častni znak svobode Republike Slovenije (1999)
- viteški križec Legije časti (oktober 1953)
- oficir reda za narodne zasluge ( Officier de l'ordre   national du Mérite)1979
- oficir reda »Ouissam Alaouite Chérifien« Maroc 1954
- oficir reda »Nichan el Anouar« Sultanat Djibouti 1957

## Dela
- Spomini Slovenca v tujski legiji, izdala Slovenska Matica, izvirnik preveden iz francoščne pod naslovom De Ljubljana à Mougins, izšlo v Franciji 1996